# Vegachí
Vegachí – miasto w Kolumbii, w departamencie Antioquia.